# Stephen Dean
 (février 2025).
 (février 2025).
Pour les articles homonymes, voir Dean.
 (mars 2011).
Si vous disposez d'ouvrages ou d'articles de référence ou si vous connaissez des sites web de qualité traitant du thème abordé ici, merci de compléter l'article en donnant les références utiles à sa vérifiabilité et en les liant à la section « Notes et références ».
 (janvier 2023).
La mise en forme du texte ne suit pas les recommandations de Wikipédia : il faut le « wikifier ».
Les points d'amélioration suivants sont les cas les plus fréquents. Le détail des points à revoir est peut-être précisé sur la page de discussion.
- Les titres sont pré-formatés par le logiciel. Ils ne sont ni en capitales, ni en gras.
- Le texte ne doit pas être écrit en capitales (les noms de famille non plus), ni en gras, ni en italique, ni en « petit »…
- Le gras n'est utilisé que pour surligner le titre de l'article dans l'introduction, une seule fois.
- L'italique est rarement utilisé : mots en langue étrangère, titres d'œuvres, noms de bateaux, etc.
- Les citations ne sont pas en italique mais en corps de texte normal. Elles sont entourées par des guillemets français : « et ».
- Les listes à puces sont à éviter, des paragraphes rédigés étant largement préférés. Les tableaux sont à réserver à la présentation de données structurées (résultats, etc.).
- Les appels de note de bas de page (petits chiffres en exposant, introduits par l'outil «  Source ») sont à placer entre la fin de phrase et le point final[comme ça].
- Les liens internes (vers d'autres articles de Wikipédia) sont à choisir avec parcimonie. Créez des liens vers des articles approfondissant le sujet. Les termes génériques sans rapport avec le sujet sont à éviter, ainsi que les répétitions de liens vers un même terme.
- Les liens externes sont à placer uniquement dans une section « Liens externes », à la fin de l'article. Ces liens sont à choisir avec parcimonie suivant les règles définies. Si un lien sert de source à l'article, son insertion dans le texte est à faire par les notes de bas de page.
- La présentation des références doit suivre les conventions bibliographiques. Il est recommandé d'utiliser les modèles {{Ouvrage}}, {{Chapitre}}, {{Article}}, {{Lien web}} et/ou {{Bibliographie}}. Le mode d'édition visuel peut mettre en forme automatiquement les références.
- Insérer une infobox (cadre d'informations à droite) n'est pas obligatoire pour parachever la mise en page.

Pour une aide détaillée, merci de consulter Aide:Wikification.
Si vous pensez que ces points ont été résolus, vous pouvez retirer ce bandeau et améliorer la mise en forme d'un autre article.
Stephen Dean, né en 1968 à Paris, est un artiste franco-américain. Il vit aujourd'hui aux États-Unis et en France. Il travaille l'aquarelle, le verre, la vidéo et l'installation.

## Biographie
Artiste autodidacte, Stephen Dean a commencé à exposer à New York en 1993 au Bronx Museum of the Arts  (AIM Fellowship) puis au  Drawing Center (Spring Selection) . Il a récemment exposé à la Villa Panza, Varese; à la National Academy of Art & Design, NYC; au Design Museum, Londres; au Copenhagen Contemporary; au Musée des Beaux-Arts Pouchkine, Moscou; au CAPC, Bordeaux; au Musée d’Art Contemporain, Marseille et à la Phillips collection, Washington D.C.
Dean a participé aux biennales d’art contemporain du Whitney Museum, New-York, de Séville, d’Istanbul, de Moscou de Site Santa-Fe et à la 51e Biennale de Venise.
Les éditions Bandini books ont publié un livre sur ses aquarelles intitulé Morning Comes Without Morning en  2020 et un livre sur ses sculptures d' échelles va paraitre prochainement aux editions Marval / Rue Visconti (avril 2025 ) 
Son installation Crescendo à la Basilique Saint-Denis, commandée par le Centre des Monuments Nationaux et produit par Noirmont Art Production 2, initialement prévue pour un an à partir de septembre 2023, a été prolongée jusqu'en avril 2025.

## Œuvres
- 1996 : Mots croisés (Aquarelle sur papier)

- 2001 : PULSE  (vidéo) : 8 min. filmé en Uttar Pradesh durant Holi, le festival de la couleur en Inde[7]

- 2003 : VOLTA (vidéo) : 9 min. filmé au stade du Maracana à Rio de Janeiro[8]

- 2006 : Target (papier)

- 2010 : Trampolines, installation vidéo - 20 min. / 5 écrans

- 2024 :  Crescendo, installation monumentale à la Basilique Saint Denis[9]

- 2025 : sponsor artistique du club de football milanais AS Velasca

- 2025 : ATLAS, aquarelles, Baldwin gallery, Aspen, CO[10]

## Démarche
Stephen Dean revendique le jeu et le déplacement permanent et selon Christophe Domino cherche à "éviter le sujet". Il décrit ainsi sa démarche : "Je cherche à me tenir au milieu d'un triangle qui toucherait au documentaire par un côté, à la picturalité d'un autre, et à la vidéo artistique, c'est-à-dire un cinéma que l'on regarde debout, et pas forcément du début à la fin".

## Expositions

### Expositions personnelles récentes (sélection)
- 2023-25   Crescendo, Basilique Saint Denis, Centre des Monuments Nationaux
- 2020    Morning comes without morning, Mouvements/rue Visconti, Paris
- 2019   Rehearsal with Props, Casa Triangulo, Sao Paulo
- ROPE, FRAC Corsica, Corte
- 2017   Crosswords,  NYC Percent for Art /  Department of Cultural Affairs, PS/IS 338, Brooklyn, NY ( permanent installation )
- 2016   Stephen Dean, Ameringer McEnery Yohe, New York, NY
- 2014   Ladder descending a staircase, Anderson-Clarke Center for Continuing Studies, Rice University, Houston, TX ( permanent installation )
- Jugglers,  Ameringer McEnery Yohe, New York, New York
- Chaos of color,  McClain Gallery, Houston, Texas
- 2013   Works on Paper and Edges,  Baldwin gallery, Aspen, Colorado
- 2011   Fever,  Centro Cultural Koldo Mitxelena, San Sebastian
- 2010   I Mutanti, Villa Medicis, Rome[13]
- Fever,  Le Château d'Eau, Bourges
- Trampolines,  École Supérieure d'Art et Media, Caen
- 2009  Watercolors & videos,  Baldwin gallery, Aspen, Colorado

### Expositions collectives (sélection)
- 2024   Nel Tempo, Villa Panza, Varese
- 2023   Drawing as practice, National academy of art and design, New York
- 2022   What is the proper way to display a flag ?  curated by Ingo Clauß, Weserburg Museum für Moderne Kunst, Bremen
- Art of the Terraces  curated by Pauline Rushton, Walker Art gallery, National Museums Liverpool
- 2021  Affinités Insolites, curated by Jean Hubert Martin, Pushkin Museum of Fine Arts, Moscow
- Humano más humano, curated by Nimfa Bisbe, La Fundación “La Caixa” @ Fundación Barrié, La Coruna
- Art of Sport, curated by Marie Nipper, Copenhagen Contemporary
- 2020    Le cours des choses,  curated by Alice Motard and Sandra Patron, CAPC, Musée d’ art contemporain de Bordeaux
- 2019  Sélection de la collection permanente The Phillips Collection, Washington, DC
- Times of Upheaval, stories in the IVAM collection, Institut d'Art Modern, Valencia
- 2018 The World's Game   curated by Franklin Sirmans, Perez Art Museum, Miami
- Naturel pas Naturel    curated by Anne Alessandri et Philippe Costamagna, Palais Fesch Musée des Beaux-Arts, Ajaccio
- 2017  Sans Réserve,   Parcours de la collection du MacVaL, Vitry sur Seine
- 2007  Double Down, Two Visions of Las Vegas, SF Moma, San Francisco, États-Unis
- Mouth open, Teeth showing, Major works from the True Collection, Henry Art Gallery, Seattle

## Collections
- Fonds national d'art contemporain, Paris[14]
- Guggenheim Museum, New York
- MAC/VAL Musée d'Art Contemporain de Vitry-sur-Seine[15]
- Whitney Museum of American Art, New York
- National Gallery of Art, Washington D.C
- The Phillips Collection, Washington D.C.
- Yale University Art Gallery, New Haven, CT
- Blanton Museum of Arts, Austin, TX
- Harvard University Art Museum, Cambridge, MA
- The Tang Museum, Skidmore college, Saratoga Springs, NY
- The Benaki Museum, Athènes
- Elgiz Museum, Istanbul
- Institut Valencia d'Art Modern, Valencia, Spain
- Fonds régional d'art contemporain, Corse, France
- Coleccion La Caixa, Barcelona, Madrid
- Israel Museum, Tel Aviv
- La Fundacion Jumex, Mexico City, Mexico
- Musée des Beaux-Arts, Chaux-de-Fonds
- Weatherspoon Art Gallery, Greensboro, NC
- Musée des Abattoirs, FRAC Occitanie, Toulouse
- Maison européenne de la photographie, Paris
- Museo Jumex, Mexico[16]
- Weatherspoon Art Gallery, Greensboro, NC
- Progressive Corporation, Cleveland, OH
- Swatch AG, Biel, Suisse.

## Prix et résidences
- 2018  Prix Peter S. Reed Fondation, New York
- 2011  CEC Artslinks grant, Pro Arte Foundation, Saint-Pétersbourg
- 2009-2010  Pensionnaire à la Villa Medici, Rome
- 2008   Tokyo Wonder Site Institute of Contemporary Art[17]
- 2004   Prix Altadis Arts Plastiques
- 2003   Travel grant, Diyarbakyr, Turkey - US Department of State, Bureau of Educational and Cultural Affairs
- 1993    Artist in the Marketplace fellowship, Bronx Museum, NY[1]

## Presse
- Stephen Dean, Crescendo - Joe Fyfe, Brooklyn Rail septembre 2024[18]
- L' Ode à la lumière - Béatrice de Rochebouet, Le Figaro 01.03.25[6]
- Une installation géante aux mille couleurs - Philippe Piguet, Connaissance des Arts 03.07.24[19]
- Stephen Dean - interview avec Lilly Wei, Studio International  12.16.24[20]